# Борис Кабур
Борис Кабур (*2 вересня / 15 вересня 1917, Таллінн — 28 січня 2002, Тарту) — естонський інженер, автор дитячих та науково-фантастичних книг і перекладач.

## Життєпис
Борис Кабур походить з робітничої родини, його батько був мордвин. З 1925 року він ходив до школи в Таллінні, а в 1936 році закінчив середню комерційну школу для хлопчиків. Потім він вивчав фізику в Тартуському університеті з 1937 по 1941 рік, який закінчив зі ступенем магістра. Під час німецької окупації Естонії під час Другої світової війни Кабур працював фізиком у Тарту, а також вивчав медицину.
Після війни недовго працював у Москві, але незабаром був заарештований. З 1947 по 1954 роки провів у спецтаборі для конструкторів у Сибіру. Тут він, серед іншого, брав участь у розробці ланцюгової пилки «Дружба». У 1954 році він зміг повернутися до Естонії, де відтоді жив як вільний письменник і перекладач. З 1966 року був членом Спілки письменників Естонії.
Борис Кабур був одружений тричі, зокрема з письменницями Салме Київ та Астрід Рейнла.

## Літературно-перекладацька робота
Борис Кабур відомий за кількома п'єсами для дітей. У центрі уваги — школяр та його робот, на основі чого автор трактує проблему «совісті та співвідношення добра і зла» . Його єдина науково-фантастична книга, дія якої відбувається в XXIV столітті, і про трьох підлітків на далекій планеті в XX столітті. Ворожий ракетний центр, заснований у ХІХ столітті, має «антифашистські та антирасистські риси», але не є «ідеологічно нав'язливим».
Перекладацька діяльність Бориса Кабура, мабуть, важливіша за його власну літературну творчість. Почав він теж набагато раніше, а саме в 1941 році. Перекладав як технічну літературу, так і художні тексти, видані в оригіналі переважно англійською, російською та вірменською мовами. Наприклад, він здійснив естонські переклади «Листя трави» Волта Вітмена, «Сентиментальної подорожі» Віктора Шкловського, антології «Спун Рівер» Едгара Лі Мастерса, «Пісні Гайавати» Генрі Лонгфелло, «Землі Найрі» Єгіша Чаренца та «Франкенштейна або сучасного Прометея» Мері Шеллі. Також йому належить переклад естонською вірменського епосу «Давид Сасунський» та епосу про Гільгамеша.

## Вторинна література
- Andres Langemets: Boris Kabur 60, in: Keel ja Kirjandus 9/1977, S. 559.
- Ain Kaalep: Ühe eluromaani konspekt, in: Looming 9/1987, S. 1286—1287.
- Boris Kabur: Autoportree, in: Vikerkaar 5/1993, S. 75–77.